# 艾赫迈德·阿德南·萨伊贡
艾赫迈德·阿德南·萨伊贡（土耳其語：Ahmet Adnan Saygun，1907年9月7日—1991年1月6日），又译赛贡、塞贡、瑟宫，土耳其古典音乐作曲家，以融会欧洲古典音乐传统和土耳其风格著称，是土耳其历史上最重要的作曲家之一，“土耳其五人团”成员。他曾协助匈牙利大作曲家巴托克收集民歌。他的音乐创作囊括了多种欧洲音乐体裁，包括土耳其第一部重要的歌剧《厄兹索伊》（又译《真正的祖先》）。